# فلامس نيشنال فيربوند
 كان Vlaams Nationaal Verbond (باللغة الهولندية لـ «الاتحاد الوطني الفلمنكي»)، المعروف على نطاق واسع باسم VNV، حزبًا سياسيًا قوميًا فلمنكيًا نشط في بلجيكا بين عامي 1933 و 1945. }  أصبح القوة الرائدة في التعاون السياسي في فلاندرز أثناء الاحتلال الألماني لبلجيكا في الحرب العالمية الثانية. الاستبدادي عن طريق الميل، دعا الحزب إلى إنشاء «هولندا الكبرى» (ديتسلاند) التي تضم فلاندرز وهولندا.

## أصول
تأسست Vlaams Nationaal Verbond (VNV) في 8 أكتوبر 1933. كانت أصوله في Frontpartij الراسخة، وهو حزب وطني فلمنكي معتدل استولى عليه ستاف دي كليرك وانتقل إلى اليمين في عام 1932. منذ البداية، كان VNV بشكل واضح استبدادي وغير ديمقراطي، حيث تأثر بأفكار فاشية من أماكن أخرى في أوروبا. ومع ذلك، فقد تضمنت في البداية أجنحة معتدلة ولم تكن منظمة فاشية في حد ذاتها. من الناحية الإيديولوجية، رفض الحزب بلجيكا وأيد إنشاء نظام حكم جديد يعرف باسم هولندا الكبرى (ديتسلاند)، من خلال اندماج فلاندرز البلجيكي وهولندا والذي سيكون متجانسًا من الناحية اللغوية والإثنية. كان شعار الحزب: «السلطة، الانضباط، هولندا الكبرى».

## الأداء الانتخابي
| انتخاب | الأصوات | الأصوات | مقاعد    | مقاعد | موضع | حكومة |
| انتخاب | #       | ٪       | #        | ±     | موضع | حكومة |
| ------ | ------- | ------- | -------- | ----- | ---- | ----- |
| 1936   | 166737  | 7.06    | 16 / 202 | ▲ 16  | ▲ 5  |       |
| 1939   | 164253  | 8.40    | 17 / 202 | ▲ 1   | ▲ 4  |       |

## الحواشي
1. ↑   https://www.odis.be/lnk/OR_1496. {{استشهاد ويب}}: |url= بحاجة لعنوان (مساعدة) والوسيط |title= غير موجود أو فارغ (من ويكي بيانات) (مساعدة)
2. ↑  [https://lib.ugent.be/fulltxt/RUG01/001/457/732/RUG01-001457732_2011_0001_AC.pdf Kinderen van de collaboratie.
Ervaringen en getuigenissen van nakomelingen van collaborateurs in de Tweede Wereldoorlog], Ugent, 2010, Master thesis history نسخة محفوظة 27 مايو 2020 على موقع واي باك مشين.
3. ↑  Ishiyama, John T.; Brening, Marijke (1998); p. 1123
4. ↑  B. De Wever, Vlaams Nationaal Verbond (VNV) at Belgium-WWII نسخة محفوظة 19 يونيو 2019 على موقع واي باك مشين.
5. ↑  Payne، Stanley G. (1995). A History of Fascism, 1914–1945. University of Wisconsin Press. ص. 424. مؤرشف من الأصل في 2022-10-13.